# انتخابات رئيس مفوضية الاتحاد الإفريقي 2025
جرت انتخابات لاختيار رئيس مفوضية الاتحاد الإفريقي في فبراير 2025، وذلك لاختيار الرئيس الخامس للمفوضية، ليخلُف موسى فاكي.. في 15 فبراير 2025 أُعلن انتخاب الجيبوتي محمد على يوسف، بعد حصوله على 33 صوتًا في الجولة السابعة للتصويت. ومن المقرر أن يتولى مهامه في مارس 2025.5.

## خلفية
كانت الترشيحات مفتوحة حتى 6 أغسطس 2024. وقد جرى انتخاب الرئيس الجديد في القمة الثامنة والثلاثين للاتحاد الأفريقي في أديس أبابا، إثيوبيا، في فبراير 2025 في مجلس الاتحاد الإفريقي عن طريق التصويت السري.
وقد جاء الرؤساء السابقون للمفوضية من المناطق الغربية والوسطى والجنوبية للاتحاد الأفريقي. لذا فقد أكد المجلس التنفيذي للاتحاد الإفريقي حق منطقة شرق أفريقيا في ترشيح الرئيس الجديد وبالتالي حُدد شمال أفريقيا لمكتب نائب رئيس.
وقد طغت على الانتخابات الصراعات المختلفة التي تعاني منها القارة.

## المرشحون
تقوم الدول الأعضاء في الاتحاد الإفريقي بترشيح مرشحيهم. وقد كان لدى المرشحين الثلاثة النهائيين خطة عمل مختلفة.
يُعد الكيني رايلا أودينجا شخصية معروفة في السياسة الكينية ويتمتع بسمعة طيبة، واعتبره الكثيرون المرشح الأوفر حظًا. كان أودينجا يريد استغلال الموارد الطبيعية والبشرية في أفريقيا لضمان الرخاء. وأوضح في برنامجه للترشح أهمية إعطاء الأولوية لمنطقة التجارة الحرة القارية الإفريقية، وإدارة الصراعات، وتعزيز النفوذ العالمي لأفريقيا.
يُعد محمود علي يوسف وزير الخارجية الجيبوتي الأطول خدمة في منصب وزير الخارجية، ويتمتع بخبرة واسعة في الدبلوماسية الدولية. وأكد في برنامجه على التكامل والسلام والحكم الرشيد.
اما المرشح ريتشارد راندريماندراتو من مدغشقر فهو خبير في مجال الحوكمة والعلاقات الدولية. وأكد في برنامجه على التضامن بين الدول في ظل المنافسة العالمية الشرسة، وخاصة فيما يتعلق بالموارد الطبيعية والقوى الدولية. وأكد أيضًا على ضرورة أن يكون الاتحاد الإفريقي أكثر استباقية في الوساطة في النزاعات والتنمية المستدامة.
|  | محمود علي يوسف         | وزير خارجية (2005–)                                                                              | جيبوتي | - الصومال - منظمة التعاون الإسلامي | 2  |
|  | رايلا أودينجا          | - ممثل الاتحاد الإفريقي لتطوير البنية التحتية سابقًا ‏ (2018–2023) - رئيس وزراء كينيا ‏ (2008–2013) | كينيا  | - الجزائر - أنغولا - بوتسوانا - بوروندي - جمهورية إفريقيا الوسطى - الكونغو - جمهورية الكونغو الديمقراطية - غينيا الإستوائية - غامبيا - غانا - غينيا بيساو - مالاوي - موريشيوس - نيجيريا - رواندا - سيشل - جنوب السودان - تنزانيا - توجو - أوغندا - زامبيا - زمبابوي - قالب:بيانات بلد مجموعة شرق إفريقيا | 23 |
|  | ريتشارد راندريماندراتو | وزير خارجية سابقًا ‏                                                                               | مدغشقر | - مجموعة تنمية الجنوب الإفريقي | 1  |

### المنسحبون
|  | أنيل جايان     | وزير خارجية سابقًا                                   | موريشيوس | بعد الانتخابات العامة لعام 2024، أيد رئيس الوزراء نافين رامغولام رايلا أودينغا.            |
|  | فوزية يوسف آدم | نائب رئيس الوزراء ووزير الخارجية السابق (2012-2014) | الصومال  | - طلبت منها حكومتها الانسحاب من أجل دعم مرشح جيبوتي. - لقد أيدت رايلا أودينجا بدلاً من ذلك. |
|  | فينسنت ميريتون | نائب الرئيس السابق (2016-2020)                      | سيشل     | انسحب بسبب مخاوف صحية.                                                                     |

## مجدالا افريقيا
عقدت مناظرة بين المرشحين في 13 ديسمبر 2024. وقد أعطت المرشحين الثلاثة فرصة لتوضيح رؤيتهم عن القارة وكيفية التعامل مع التحديات الملحة التي تواجهها. وقد قدم المرشحون أنفسهم وأجابوا على أسئلة وجهها اثنان من مديري اللقاء (أحدهما يتحدث الإنجليزية والآخر يتحدث الفرنسية)، بالإضافة إلى أسئلة المشاركين عبر الإنترنت. كان شكل النقاش يسعى إلى تشجيع الشفافية والتواصل المباشر مع الشعب الإفريقي. وقد بُث النقاش عبر قنوات البث العامة لـ 55 دولة عضو.
وأيد المرشحون الثلاثة سعي إفريقيا للحصول على مقعدين يتمتعان بحق النقض في مجلس الأمن التابع للأمم المتحدة من أجل تعزيز صوت القارة في الشؤون العالمية والحصول على تمثيل على أعلى مستويات صنع القرار. وناقش المرشحون قضية التبعية في الأمور الأمنية، مشددين على أهمية قوة الاحتياطي الإفريقية. وناقش المرشحون أيضًا سبل تعزيز منطقة التجارة الحرة القارية الإفريقية من خلال إدخال عملة واحدة وأنظمة تعويض الدفع، بهدف تحسين النمو الاقتصادي. كما أكدوا جميعًا على أهمية الإصلاحات البنيوية والتعاون بين الدول الأعضاء. كما أعرب المرشحون عن أسفهم لتراجع الوحدة الإفريقية.
أكد المرشح الكيني رايلا أودينجا على قوة الشباب والنساء في دفع عجلة النمو الاقتصادي واقترح سياسات وفقًا لذلك. وأشار أيضًا إلى الحاجة إلى بنية تحتية أفضل لتحسين الاتصال عبر القارة.
سلط وزير الخارجية الجيبوتي محمود علي يوسف الضوء على الموقع الجيوسياسي لإفريقيا وأكد على أهمية الشراكات مع المجتمع العالمي. وأشار أيضًا إلى أهمية التكنولوجيا والابتكار في جعل إفريقيا أكثر قدرة على المنافسة عالميًا. وأشار المحلل أولي ستايجر إلى أن يوسف أظهر فهمًا أفضل للآليات المالية الداخلية في إصلاحات الاتحاد الإفريقي مقارنة بمنافسيه، وأدى أداءً جيدًا في المناقشة العامة.
ركز ريتشارد راندريماندراتو ، مُرشح مدغشقر، على تغير المناخ، واقترح سياسات لمعالجة فقدان التنوع البيولوجي. وأكد أيضًا على دور التعليم والرعاية الصحية في التنمية طويلة الأمد.

## النتيجة
في 15 فبراير 2025، أُعلن انتخاب محمود علي يوسف مُرشح جيبوتي بأغلبية 33 صوتًا في الجولة السابعة من التصويت. ومن المقرر أن يبدأ استلام مهامه في مارس 2025.
| المرشح                          | الجولة 1 | الجولة 2 | الجولة 3 | الجولة 4 | الجولة 5 | الجولة 6 | الجولة 7 |
| ------------------------------- | -------- | -------- | -------- | -------- | -------- | -------- | -------- |
| محمود علي يوسف                  | 18       | 19       | 23       | 25       | 26       | 26       | 33       |
| رايلا أودينجا                   | 20       | 22       | 20       | 21       | 21       | 22       | –        |
| ريتشارد راندريماندراتو          | 10       | 7        | 5        | –        | –        | –        | –        |
| ممتنع عن التصويت                | 1        | 1        | 1        | 2        | 2        | 1        | 2        |
| Spoilt                          | –        | –        | –        | 1        | –        | –        | –        |
| لا                              | –        | –        | –        | –        | –        | –        | 14       |
| إجمالي                          | 49       | 49       | 49       | 49       | 49       | 49       | 49       |
| The Star, and The Africa Report |          |          |          |          |          |          |          |

## ردود الفعل
هنأ زعماء دول إفريقيا وودول أخرى من مختلف أنحاء العالم يوسف على فوزه، بما في ذلك الأمين التنفيذي للهيئة الحكومية الدولية المعنية بالتنمية (إيقاد)، ووركنيه جبيو، والصين والأمين العام للأمم المتحدة أنطونيو غوتيريش. وفي رسالة وجهها على منصة X، قال رئيس جيبوتي إسماعيل عمر جيلي إن انتخاب يوسف كان "لحظة فخر لجيبوتي وإفريقيا" وأن "قيادة [يوسف] ستخدم إفريقيا بتفانٍ ورؤية".
ورأت صحيفة "إنديان إكسبريس" أن هناك هيمنة من جانب الناطقين بالفرنسية وجامعة الدول العربية، وميل ضد المرشحين الأكبر سنا من البلدان الأكبر حجما، وفجوة بين الجنسين.

## ملحوظات
1. ↑  According to Kenyan President وليام روتو.
2. As of February 2025, six member states were suspended.

## روابط خارجية
- انتخابات مفوضية الاتحاد الأفريقي 2025
- ملفات تعريف الوظائف القيادية العليا في الاتحاد الإفريقي